# Шапел Пују
Шапел Пују (фр. Chapelle-Pouilloux) насеље је и општина у западној Француској у региону Поату-Шарант, у департману Де Севр која припада префектури Ниор.
По подацима из 2011. године у општини је живело 187 становника, а густина насељености је износила 23,82 становника/km². Општина се простире на површини од 7,85 km². Налази се на средњој надморској висини од 140 метара (максималној 164 m, а минималној 144 m).

## Демографија
| 1962. | 1968. | 1975. | 1982. | 1990. | 1999. | 2011. |
| ----- | ----- | ----- | ----- | ----- | ----- | ----- |
| 232   | 261   | 227   | 223   | 194   | 203   | 187   |

График промене броја становника у току последњих година